# Małgorzata Kowalczyk
Małgorzata Ewa Kowalczyk – polska historyk, specjalizująca się w historii nowożytnej; nauczycielka akademicka związana z Uniwersytetem Wrocławskim.

## Życiorys
Urodziła się w Ziębicach. Po ukończeniu szkoły podstawowej, a następnie Liceum Ogólnokształcącego im. Tadeusza Kościuszki oraz pomyślnie zdanym egzaminie maturalnym w 1993 roku podjęła w 1994 roku studia historyczne na Uniwersytecie Wrocławskim, zakończone magisterium w 1999 roku. Jeszcze w trakcie studiów w 1998 roku przebywała na stypendium na Państwowym Uniwersytecie w Mińsku na Białorusi. Bezpośrednio potem kontynuowała naukę w ramach studiów doktoranckich. W 2003 roku uzyskała stopień naukowy doktora nauk humanistycznych w zakresie historii o specjalności historia nowożytna na podstawie pracy pt. Obraz Włoch w polskim piśmiennictwie geograficznym i podróżni czym osiemnastego wieku, którą napisała pod kierunkiem prof. Bogdana Roka. Od 2004 roku pracuje jako adiunkt w Zakładzie Historii Polski i Powszechnej od XVI do XVIII wieku w Instytucie Historycznym Uniwersytetu Wrocławskiego. W 2006 roku ponownie przebywała na stypendium naukowym, tym razem z ramienia Fundacji Lanckorońskich w Rzymie. W 2008 roku odbyła staż dydaktyczny w ramach LLP Erasmus Programme na Facolta di Lingue e Letterature Straniere dell' Universita degli Studi di Catania na Sycylii we Włoszech. W latach 2009, 2010, 2012 i 2013 miała staż naukowy na Lwowskim Państwowym Uniwersytecie im. Iwana Franki na Ukrainie. Z kolei w 2010 i 2011 roku przebywała na stażu naukowym na Wileński Uniwersytet Pedagogiczny na Litwie, zaś w 2011 roku na Państwowym Uniwersytecie w Sankt Petersburgu w Rosji. W 2020 roku na macierzystej uczelni zdobyła stopień naukowy doktora habilitowanego nauk humanistycznych w zakresie historii o specjalności historia nowożytna, na podstawie rozprawy nt. Zagraniczne podróże Polek w epoce oświecenia. Od 2022 roku pełni funkcję prodziekana ds. studenckich na Wydziale Nauk Historycznych i Pedagogicznych Uniwersytetu Wrocławskiego.

## Dorobek naukowy
Zainteresowania naukowe Małgorzaty Kowalczyk koncentrują się wokół zagadnień związanych z historią nowożytną ze szczególnym uwzględnieniem: historii podróży, historii kobiet, rodziny w dawnej Polsce, życiem codziennym w czasach nowożytnych, stosunkami kulturalnymi polsko-włoskimi oraz mniejszościami narodowymi i etnicznymi w Rzeczypospolitej Obojga Narodów. Do jej najważniejszych publikacji należą:
- Obraz Włoch w polskim piśmiennictwie geograficznym i podróżniczym osiemnastego wieku, Toruń 2005.
- Z dziejów kultury czasów nowożytnych. Wybór tekstów źródłowych, Toruń 2009.
- Situation of the Roma minority in the Czech Republic, Hungary, Poland and Slovakia, Wrocław 2011; wspóredaktorzy: Jaroslav Balvin, Łukasz Kwadrans.
- Apolonia Helena Massalska, Pamiętniki pensjonarki. Zapiski z czasów edukacji w Paryżu (1771-1779), wstęp i opracowanie Małgorzata Ewa Kowalczyk, przekład z języka francuskiego Anna Pikor-Półtorak, Kraków 2012.
- Katarzyna z Sosnowskich Platerowa, Moja podróż do Włoch. Dziennik z lat 1785-1786, wstęp i opracowanie Małgorzata Ewa Kowalczyk, przekład z języka francuskiego Anna Pikor-Półtorak, Łomianki 2013.